# Jany Renz
Jany Renz (* 25. Juni 1907 in Korfu, Griechenland; † 10. August 1999 in Basel, Schweiz) war ein Chemiker und Hobby-Botaniker, der eine besondere Leidenschaft für Orchideen pflegte. Sein botanisches Autorenkürzel lautet „Renz“.

## Leben
Jany Renz verbrachte seine ersten Lebensjahre in Korfu. Zu Beginn des Ersten Weltkrieges zog die Familie ins Tessin. Im Castel San Pietro verlebte er seine Kindheit und erhielt Privatunterricht durch seine Mutter. Die Mittelschule besuchte er in der Ostschweiz, während die Eltern nach dem Ende des Krieges wieder nach Griechenland zogen. Nach der Matur verbrachte Jany Renz zwei Jahre in Griechenland, wo er die ersten botanischen Studien begann. Anschliessend studierte er bei Heinrich Otto Wieland in München an der LMU Chemie. Das Studium unterbrach er ab und zu für längere Griechenlandaufenthalte und Reisen nach Nordafrika und Kleinasien, auf der Suche nach Orchideen. 1936 begann er als Chemiker in der Forschungsgruppe von Arthur Stoll in der damaligen Sandoz AG in Basel zu arbeiten. 1943 heiratete er Sarah Märklin. Sie hatten zwei Söhne. Mit dem Rücktritt Stolls von der aktiven Geschäftsleitung 1956 wurde Jany Renz mit der gesamten Leitung der pharmazeutisch chemischen Forschung und Fabrikation betraut. 1971 trat er vom aktiven Geschäftsleben zurück und widmete sich der Orchideenzucht. 1994 starb seine Ehefrau Sarah. 1997 heiratete er Heidi Freudiger. Am 10. August 1999 verstarb Jany Renz.

## Ehrungen
Nach Renz ist die Pflanzengattung Renzorchis Szlach. & Olszewski aus der Familie der Orchideen benannt.